# Rapla
Rapla (tysk: Rappel) er en by i det centrale Estland. Byen har et indbyggertal på ca. 5.355 (2024) og er hovedby i amtet Raplamaa og kommune Rapla.